# 于洪深
于洪深（1903年—1966年3月9日），山东掖县（今莱州）人。中华人民共和国政治人物。

## 生平
1938年，加入中国共产党。后历任中共掖县县委军事部部长，西海地委统战部副部长，辽北六地委秘书长等。1947年9月至1949年4月，任中共辽吉省第五地方委员会社会部部长。1949年，随军南下，到江西工作，任江西省公安厅二处副处长。1950年，任江西省各界人民代表会议协商委员会副秘书长。1952年12月，任中共江西省委统战部副部长。1954年，兼江西省国家资本主义办公室副主任、党组副书记。1955年3月至1966年3月，担任中共江西省委统一战线工作部部长，兼任第一届江西省政协秘书长。1957年5月，增选为第一届江西省政协副主席，并连续当选第二、三届省政协副主席，第三、四届全国政协委员。1959年起，兼江西省社会主义学院院长。
1966年3月9日，在上海病逝。